# Castello di La Mothe
Das Castello di La Mothe ist die Ruine einer Höhenburg in der Gemeinde Arvier im Aostatal.
Es ist eine der beiden Burgen auf dem Gemeindegebiet; die andere ist das Castello di Montmayeur, die in einiger Entfernung vom Dorf an der Einmündung des Valgrisenche liegt. Daher wurde das Castello di La Mothe gelegentlich auch „Castello d’Arvier“ genannt, u. a. vom Architekten Carlo Nigra. Heute wird dieser Name allerdings öfters mit dem Castello di Montmayeur in Verbindung gebracht.
Nach dem Kauf des Castello di La Mothe durch die autonome Region Aostatal und der Durchführung von Restaurierungsarbeiten ist die Burgruine seit 2020 teilweise öffentlich zugänglich.

## Geschichte
Die Geschichte des Castello di La Mothe ist größtenteils unbekannt.
Der Baukomplex wurde in den feudalen Ehrendokumenten von 1287 erstmals urkundlich erwähnt, in denen Aimone de Arviero einen Eid ablegte. Für den Geschichtswissenschaftler Jean-Baptiste de Tillier wurde die Burg nach dem savoyischen Adligen Aymar de la Mothe, den Sekretär des Grafen Philipp von Savoyen, benannt, der Ende des 13. Jahrhunderts die Erbin der Familie De Arverio heiraten sollte. La Mothe ließ die Burg restaurieren und verlieh ihr seinen eigenen Namen, unter dem sie heute allgemein bekannt ist.
In den Jahren 1306 oder 1409 fiel die Burg an die D’Avises, die sie als „Maison de Plaisance“ (dt.: Lustschloss) behielten. Später wurde sie gemeinsam der Adelsfamilie Sarriod de la Tour und der Familie Lostan verpachtet. Die Burg wurde von diesen Besitzern vernachlässigt und war daher Anfang des 18. Jahrhunderts bereits eine Ruine, die von Bauern oder Hirten als Scheune oder Stall genutzt wurde.
Nach Jahrhunderten der Vernachlässigung wurde das Gebäude von der Region erworben, die 2006 wichtige Restaurierungsarbeiten durchführen und das Gebäude absichern ließ. Trotz der Fertigstellung der Arbeiten befindet sich das Gelände auch 2020 noch im Stadium des Verfalls und wartet noch auf eine neue Nutzung.

## Beschreibung

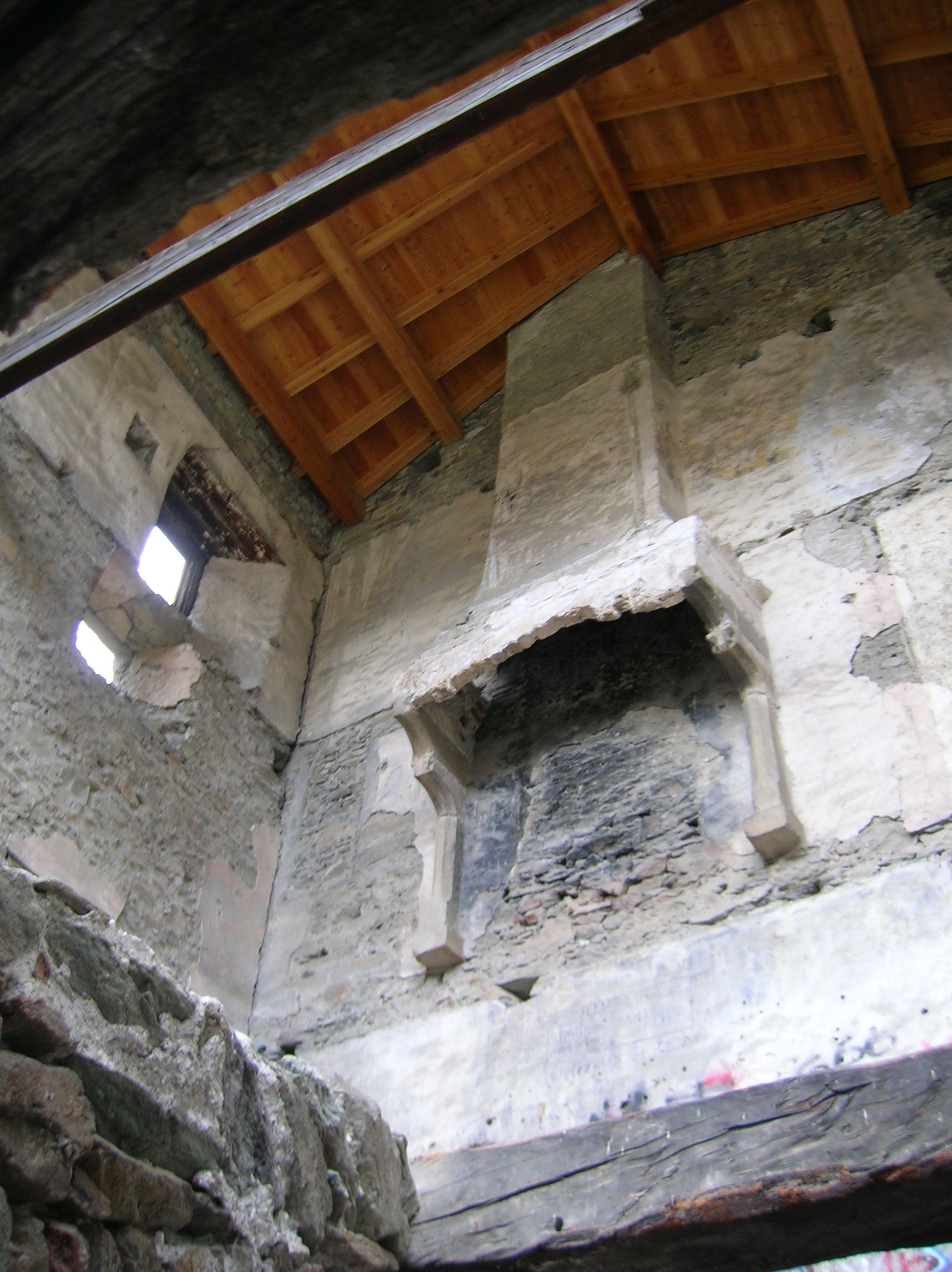
Innenräume: Der Kamin

Die Burg besteht heute aus einem Turm mit quadratischem Grundriss, an den sich die leere Ruine eines Gebäudes anlehnt, dessen Fassade laut André Zanotto dem 14.–15. Jahrhundert zuzuordnen und somit als Ergebnis eines Umbaus nach der Erstellung ist. Darüber hinaus gibt es noch einige Spuren eines Rundturms und weiterer alter Mauern.
Im Inneren stößt man auf die Reste der Wendeltreppe, die irgendwann eingestürzt und heute nicht mehr sichtbar ist, und die eines Kamins, bestehend aus den beiden Pfeilern und der zugehörigen Querverbindung, die einen Teil des eingestürzten 1. Obergeschosses bildeten.
Die Restauratoren haben sogar Spuren von Fresken gefunden, was die frühere Existenz einer Kapelle vermuten lässt, so wie es sie in anderen Burgen in den Nachbargemeinden gab.
Durch sein massives Erscheinungsbild hat der Architekt Bruno Orlandosi das Castello de La Mothe mit dem „Domus Episcopalis“ des Castello di Issogne, dem Turm des Casaforte Villette in Cogne und dem Torre Colin in Villeneuve verglichen.

## Bauphasen

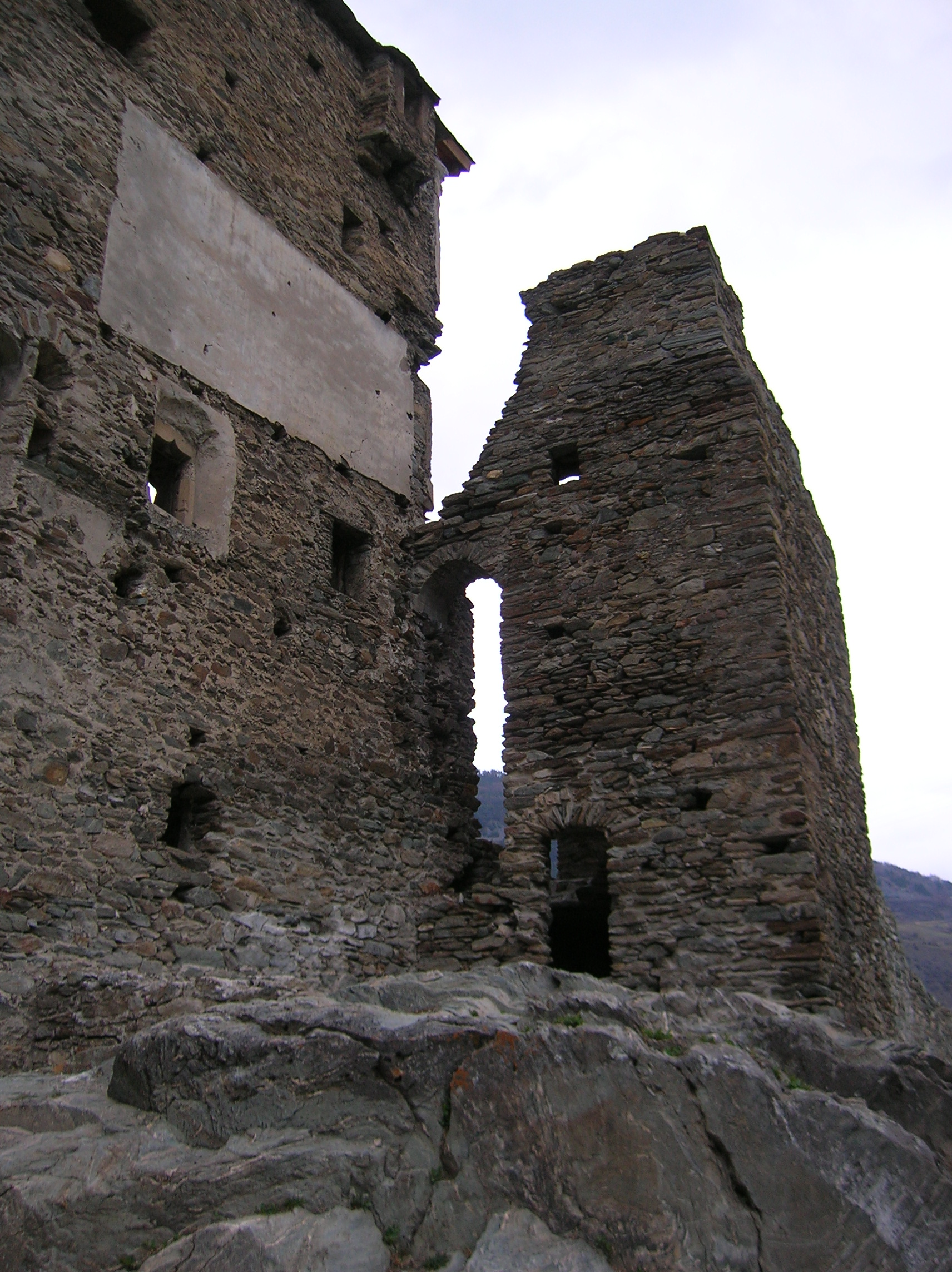
Die Ruinen bezeugen die Eingriffe verschiedener Epochen

Kürzlich durchgeführte archäologische Untersuchungen führten zur Unterscheidung von fünf Bauphasen:

### Erste Bauphase (vor 1250)
Die erste Bauphase der Burg ist schwierig nachzuvollziehen. Heute ist nichts mehr oder nur noch wenig von dem originalen Gebäude erhalten, das erstmals in einem Dokument von 1287 erwähnt wurde, auch wenn dendrologische Analysen der wenigen bis heute erhaltenen Bruchstücke zu einer Datierung auf die Jahre 1236–1237 führen.
Die hauptsächlichen Reste aus dieser Zeit stellten sich als klein und schwierig erkennbar heraus: Es handelt sich zum größten Teil um Stützhölzer, die Fensterrippen, Türstürze und Deckenbalken bildeten. Im Allgemeinen wurde ein großer Teil dieser Materialien bei späterem Umbauten wiederverwendet, wenn man auch feststellen muss, dass keramische, Glas- oder Metallartefakte aus dieser Zeit fast vollständig fehlen. Man kann nicht ausschließen, dass es diese Materialien noch in der Burg gibt, wenngleich sie von einigen Mauerzügen verdeckt sind: Die Überreste einige „aufgedoppelter“ Mauern sind ein maßgebliches Zeugnis dafür.
Die plausiblere Hypothese über die Form dieses originalen Gebäudes kann aus der morphologischen Analyse der Steigung abgeleitet werden, was angesichts der Höhe der verschiedenen Felsterrassen einen Ausbau auf mehreren Ebenen nahelegt, der dann in den nachfolgenden Bauphasen mit der Funktion der Rückhaltung gepflegt wurde.

### Zweite Bauphase (14. Jahrhundert – nach 1376)
Zu dieser Phase gehört ein großer Teil der Gebäudeteile, die man heute noch sehen kann, weil ihr Erhaltungszustand besser als der anderer Teile der Anlage ist: Die späteren Umbauten haben praktisch die originale Form nicht mehr verändert. Das neue Gebäude bedeckt eine Grundfläche von 13 Metern × 8 Metern und fußt direkt auf dem darunter liegenden Felsboden; es erhob sich bis auf eine Höhe von 14 Metern und beherbergte vier Stockwerke in seinem Inneren.
Durch seine Ausdehnung und Lage kann man annehmen, dass es eher zu Wohnzwecken als der Verteidigung diente: Nicht zufällig ist es der einzige Teil der Burg ohne Schießscharten. Was die äußeren Verteidigungsanlagen angeht, so kann man diese nicht abgrenzen, wenn nicht allgemein als Entwicklung dieser Zeit. Man kann nicht ausschließen, dass der Mauerring, der heute noch zu sehen ist, chronologisch einem etwas späteren Zeitraum zugeordnet werden muss.

### Dritte Bauphase (15. Jahrhundert)

Grundriss der Burg von 1936, erstellt von Carlo Nigra (1856–1942)

Der auffälligste Teil der Burg, der aus dieser Zeit erhalten ist, besteht aus den Mauern und ihren Überresten. Diese folgen zum größten Teil dem Rand des Felssporns, auf dem das gesamte Gebäude errichtet wurde und begrenzen vermutlich die Stelle, an der man denkt, dass der Bergfried errichtet wurde.
Auf der Nordostseite kann man ganz deutlich eine Wand erkennen, an die sich anlehnt und noch erkennbar ist, was von einem Fenster mit Sitz übrig geblieben ist, auch wenn dieses heute kaum noch erkennbar ist, da sein oberer Teil vollkommen fehlt. Die wahrscheinlichere Vermutung ist, dass es sich um die Überreste eines Turms handelt, der jedoch heute stark ruinös und daher nur teilweise und schwer zu erkennen ist. Leider erlaubten es gerade wegen des äußerst prekären Zustands, in dem die Funde auf unsere Zeit überkommen sind, weder die archäologischen Ausgrabungen noch die nachfolgenden Analysen, die Höhe, den Grundriss oder die ursprüngliche Funktion dieses Bauwerks zu verstehen.
Aus derselben Zeit stammt ein weiteres Gebäude in der Mitte der Burg, das eine Fortsetzung des vorher erwähnten Bauwerks gewesen zu sein scheint. Auch dieses ist nur eine Ruine, die nur noch aus dem unteren Teil seiner Begrenzungsmauer besteht. Allerdings waren diese beiden Gebäude höchstwahrscheinlich damals mit geschlossenen Gängen aus Holz oder Mauerwerk verbunden, die nicht mehr erhalten bzw. umgebaut und später abgerissen wurden. Eine solche Festlegung erscheint allerdings sehr schwierig, weil es nur noch wenige signifikante Überreste gibt, da die Gebäudestruktur während des Umbaus im 16. Jahrhundert stark verzerrt wurde.

### Vierte Bauphase (16. Jahrhundert)
In diese Zeit fallen wichtige Umbauten, sei es, was die Gebäudevolumina angeht, sei es, was die Restaurierung alter, dekorativer Details einzelner architektonischer Elemente angeht. Insbesondere wurde ein neues Kerngebäude erstellt, das als Bindeglied zwischen den schon existierenden Gebäuden fungierte und sich folglich an deren Grundriss anpassen musste. Zur gleichen Zeit war es nötig geworden, auf der Südseite eine freistehende Wendeltreppe (heute nach ihrem Einsturz nur noch im Überblick sichtbar) zu bauen, die die oberen mit den unteren Stockwerken und die alten mit den neuen Teilen verband.
Durch weitere Analysen hat man herausgefunden, dass das neue Gebäude hauptsächlich in die Höhe gebaut wurde und in seinem Inneren in drei Stockwerke unterteilt war, von denen heute nur noch Holzrillen durch die Dendrologie nachweisbar sind. Diese Räume gehörten höchstwahrscheinlich zum Piano nobile, was man an den Resten eines Kamins von besonders dekorativer Machart erkennen kann, der heute noch wegen des Einsturzes des Dachbodens quasi in der Luft schwebt.
Um die Räume zu verbinden und die Höhenunterschiede abzumildern, wurde der Boden in den alten Gebäudeteilen um etwa einen Meter abgesenkt und auf der Seite des Raumes mit dem Kamin eine neue Öffnung geschaffen. Die Deckenbalken müssen sichtbar gewesen sein: Die Dendrologie lässt eine Datierung aller Balken um 1514 zu und dies ist auch über die Holzarten homogen. Die Hölzer der Böden dagegen, bestehen, obwohl sie von den letztgenannten abgedeckt werden, aus wiederverwendeten Elementen. In der Zwischenzeit, während eine Erweiterung des Mauerrings nach Osten errichtet wurde, baute man auch ein neues Eingangsportal im Norden, das sich durch eine reiche Verzierung mit Skulpturen auszeichnet.
Die Besitzer in dieser Zeit, die D’Avises, verfügten höchstwahrscheinlich über einen gehobenen künstlerischen Geschmack, der sich neben den schon erwähnten Verzierungen mit Skulpturen auch durch einen Ring von Fresken zeigte, dem einzigen, den man in der Burg feststellen kann und der naturalistische Themen behandelt, die uns überliefert sind.

### Fünfte Bauphase (19. Jahrhundert)

Castello di La Mothe auf einem Foto von Jules Brocherel (1871–1954)

Diese Bauphase kann laut den Archäologen paradoxerweise tatsächlich nicht als solche betrachtet werden. Der Grund für diese Sichtweise liegt hauptsächlich in der Tatsache, dass in dieser Phase im Gegensatz zu den anderen Phasen dem Gebäude nichts hinzugefügt wurde, sondern, sie im Gegenteil, zum Verfall und zum Einsturz der vorher errichteten Gebäudeteile führte.
Der wichtigste Grund dafür war die Aufgabe des Gebäudekomplexes, der für landwirtschaftliche Zwecke umgewandelt wurde, was den zunehmenden Verfall bis zum heutigen, ziemlich prekären Zustand bedingte.
Das erste Zeichen des Verfalls ist mit dem Einsturz des Ostteils für 1740 bezeugt. Dieser Einschnitt ist einem der teilweise entkernten Baukörper heute noch deutlich sichtbar. Darüber hinaus wurden bei nachfolgenden Umbauten einige Innen- und Außenmauern im Erdgeschoss des großen Turms, entweder zur Terrassierung oder Unterteilung der Ställe, errichtet. In denselben Räumen hat man sogar Kanäle oder Wassertanks zur Tränkung der Tiere gefunden.
Glücklicherweise konzentrierten sich diese Aktivitäten, die besonders in die Gebäudestruktur eingriffen, zum größten Teil auf dieses Stockwerk, wogegen die oberen Gebäudeteile größtenteils erhalten blieben.
Außen fand sich ein wichtiges Verteidigungsbauwerk, das dem Geländerelief, auf dem der gesamte Gebäudekomplex errichtet wurde, folgte. Der Ausbau des Dorfes führte zur Veränderung der ursprünglichen Struktur, aber man kann annehmen, dass die Entwicklung des bewohnten Zentrums den Richtlinien, die durch diesen früheren Bau vorgegeben waren, folgte. Es ist allerdings nicht auszuschließen, dass die benachbarte Pfarrkirche eine rein kastrale Funktion hatte, wie man dies auch beim Castello di Cly oder beim Castello di Graines sieht.

### Die Burg heute
Nach Jahrhunderten der Vernachlässigung entschieden sich die Gemeinde Arvier und die Region Aostatal, die Ruine mit den Zielen der touristischen Nutzung und dem Einhalt des Verfalls, der sich zunehmend verschlimmerte, restaurieren zu lassen. Die ersten Maßnahmen wurden im Mai 2006 durchgeführt und endeten etwa ein Jahr später.
Während diese Maßnahmen durchgeführt wurden, führte die Sovraintendenza di Beni Culturali (dt.: Hauptabteilung für Kulturgüter) der autonomen Region Aostatal archäologische Analysen aus.
Seit 2020 ist die Burgruine wieder zu besichtigen. Das angrenzende Gelände dient darüber hinaus vielfach der Austragung von Musik- und Theateraufführungen.